# Марино (Илинден)
Марино (мкд. Марино) је насеље у Северној Македонији, у северном делу државе. Марино припада општини Илинден, која окупља источна предграђа Града Скопља.

## Географија
Марино је смештено у северном делу Северне Македоније. Од најближег града, Скопља, село је удаљено 20 km источно.
Село Марино се налази у историјској области Скопско поље. Село је положено у источном делу Скопске котлине, које је равничарско, пољопривредно подручје. Пар километара јужније протиче Вардар. Источно од насеља издиже се брежуљкаст крај Которци. Надморска висина насеља је приближно 230 метара.
Месна клима је континентална са утицајем Егејског мора (жарка лета).

## Становништво
Марино је према последњем попису из 2002. године имало 3.533 становника.
Већинско становништво у насељу су етнички Македонци (96%), а мањина су Срби (4%).
Претежна вероисповест месног становништва је православље.